# 陈际泰
陳際泰（1573年—1640年），字大士，號方城，江西臨川縣鵬田人。明末古文家。

## 生平
自幼敏慧，能背誦四書。崇禎二年（1629年）拔貢，第二年鄉試第七，崇禎七年（1634年）中進士，十年授行人司行人，一奉差益藩，再典试黔中，崇禎十三年（1640年），護送故相蔡國用靈柩南行，因疾卒於濟寧，享年六十八。

## 成就
陳際泰與羅萬藻、章世純、艾南英結成「豫章社」，致力寫作，以時文聞名，四人合稱「臨川四才子」。又與喻昌等人友好。著有《四書讀》、《五經讀》、《易正義》、《周易簡捷解》、《太乙山房集》、《已吾集》、《壺山集》等。

## 延伸阅读
[在维基数据编辑]
 《明史卷二百八十八》，出自《明史》